# پایگاه نیروی هوایی سانتا ماریا
پایگاه نیروی هوایی سانتا ماریا (به انگلیسی: Santa Maria Air Force Base) (به زبان بومی: Base Aérea de Santa Maria) یک فرودگاه نظامی: پایگاه نیروی هوایی با کد یاتا RIA است که یک باند فرود بتن دارد و طول باند آن ۲۷۰۰ متر است. این فرودگاه در کشور برزیل قرار دارد و در ارتفاع ۸۷ متری از سطح دریا واقع شده است.